# Muntuk
Muntuk is een bestuurslaag in het regentschap Bantul van de provincie Jogjakarta, Indonesië. Muntuk telt 7786 inwoners (volkstelling 2010).